# Slag bij Loppersum
De Slag bij Loppersum was een gewelddadig treffen tussen de hoofdelingenfamilies Abdena, Allena en Tom Brok. De slag vond plaats eind 1380 begin 1381 bij Loppersum in Oost-Friesland. Na het gevecht zou een tientallen jaren durende vete tussen de betrokken families blijven bestaan. 

## Achtergrond en gevolg
De directe aanleiding voor het conflict was de snelle machtsuitbreiding van de familie Tom Brok in Oost-Friesland in de jaren '70 van de 14e eeuw. De Abdena's uit Emden voelden zich door deze familie erg bedreigd en met name door de expansiedrift van Okko I tom Brok, die vanaf 1376 familiehoofd geworden was. Okko probeerde door middel van aankopen, huwelijkspolitiek en rooftochten meer gebied in Emsigerland in bezit te krijgen. Een ander hoofdelingengeslacht, de Allena's uit Oosterhuizen die zelf ook op meer macht uit waren, voelden zich door deze politiek van de Tom Broks bedreigd, en daarom besloten zij hun krachten te bundelen. Toen Okko op zijn beurt steeds meer medestanders verzamelde in de omgeving van Emden en van plan was om de stad te bemachtigen ontstond er openlijke strijd tussen de betrokken partijen. 
Een legertje dat onder leiding stond van Kampo Abdena en Folkmar Allena raakte in de omgeving van Loppersum slaags met de Tom Broks. Kampo sneuvelde tijdens het gevecht en zijn partij verloor de slag van Okko. Ongeveer 90 mannen uit Emden werden gedood of gevangengenomen en een groot deel van Folkmars machtsbasis ging verloren. De Abdena's en Allena's zochten na de nederlaag hulp bij de tegenstanders van de Tom Broks in de Ommelanden en Westerlauwers Friesland en vonden die bij de Schieringers. Okko sloot zich aan bij de tegenpartij, de Vetkopers, de Onsta's en de Bronkhorsten. Vanaf dat moment zou er in alle Friese landen onenigheid voorkomen.     